# Comarque de Sahagún
La Comarque de Sahagún ou Tierra de Sahagún est une comarque espagnole située à l'extrême sud-est de la province de León. Elle regroupe 16 localités (municipios), appartenant au partido judicial de Sahagún :

## Localités etmunicipiospar ordre alphabétique
| Numéro | Nom des localités            | Population en 2011 |
| ------ | ---------------------------- | ------------------ |
| 1.     | Almanza                      | 601                |
| 2.     | Bercianos del Real Camino    | 195                |
| 3.     | Calzada del Coto             | 259                |
| 4.     | Castrotierra de Valmadrigal  | 126                |
| 5.     | Cea                          | 515                |
| 6.     | El Burgo Ranero              | 826                |
| 7.     | Escobar de Campos            | 54                 |
| 8.     | Gordaliza del Pino           | 290                |
| 9.     | Grajal de Campos             | 254                |
| 10.    | Joarilla de las Matas        | 361                |
| 11.    | Sahagún                      | 2820               |
| 12.    | Santa María del Monte de Cea | 276                |
| 13.    | Vallecillo                   | 131                |
| 14.    | Villamol                     | 188                |
| 15.    | Villaselán                   | 231                |
| 16.    | Villazanzo de Valderaduey    | 531                |

## Sources et références
- (es) Cet article est partiellement ou en totalité issu de l’article de Wikipédia en espagnol intitulé « Comarca de Sahagún » (voir la liste des auteurs).